# (24000) Patrickdufour
(24000) Patrickdufour (1999 RB33) – planetoida z pasa głównego asteroid okrążająca Słońce w ciągu 3,39 lat w średniej odległości 2,25 j.a. Odkryta 10 września 1999 roku.